# Mataeopsephus chinensis
Mataeopsephus chinensis là một loài bọ cánh cứng trong họ Psephenidae. Loài này được Nakane miêu tả khoa học đầu tiên năm 1964.